# Hemiphractus bubalus
Hemiphractus bubalus tiếng Anh thường gọi là Casque-headed frog là một loài ếch thuộc họ Hemiphractidae.
Loài này có ở Colombia, Ecuador, và Peru.
Môi trường sống tự nhiên của chúng là rừng ẩm vùng đất thấp nhiệt đới hoặc cận nhiệt đới và vùng núi ẩm nhiệt đới hoặc cận nhiệt đới.
Chúng hiện đang bị đe dọa vì mất môi trường sống.